# پرورات
پرورات (به اسپانیایی: Priorato) یک منطقهٔ مسکونی در اسپانیا است که در استان تاراگونا واقع شده‌است. پرورات ۴۹۸٫۶۱ کیلومتر مربع مساحت و ۹٬۳۴۵ نفر جمعیت دارد.